# Mihályfalva
Mihályfalva (románul Boarta, németül Michelsdorf) falu Romániában, Szeben megyében, Nagyszebentől északra. Közigazgatásilag Nagyselyk községhez tartozik.

## Története
A falutól délre egy neolitikumi település maradványait tárták fel. Ugyancsak a határában a 7–10. századból származó szláv temetőt is találtak.
Első írásos említése 1347-ből maradt fenn Myhalczalwa alakban. Nevének további változatai: Mychalfalva (1448), Mihalfalwa (1504), Mechelsdorf (1507), Michelsdorf (1509). Egy 1448-as oklevél szerint a törökök elpusztították a  plébániatemplomot. 1870-ben még a romjai láthatóak voltak. A várfalat a 19. században bontották le.

## Lakossága
1850-ben 790 lakosából 535 román 103 német, 84 magyar, 53 zsidó volt, 1992-ben az 564 lakosból 343 román, 164 magyar, 31 cigány és 26 német.

## Látnivalók
- Tóbiás-kastély, 1770[6]
- Szász evangélikus temploma a falu központjában elhanyagoltan áll.